# Canton de Cannes-1
Le canton de Cannes-1 est une circonscription électorale française du département des Alpes-Maritimes, créée par le décret du 24 février 2014 et entrée en vigueur lors des élections départementales de 2015.

## Historique
Un nouveau découpage territorial des Alpes-Maritimes entre en vigueur en mars 2015, défini par le décret du 24 février 2014, en application des lois du 17 mai 2013 (loi organique 2013-402 et loi 2013-403). Les conseillers départementaux sont, à compter de ces élections, élus au scrutin majoritaire binominal mixte. Les électeurs de chaque canton élisent au Conseil départemental, nouvelle appellation du Conseil général, deux membres de sexe différent, qui se présentent en binôme de candidats. Les conseillers départementaux sont élus pour 6 ans au scrutin binominal majoritaire à deux tours, l'accès au second tour nécessitant 12,5 % des inscrits au 1er tour. En outre la totalité des conseillers départementaux est renouvelée. Ce nouveau mode de scrutin nécessite un redécoupage des cantons dont le nombre est divisé par deux avec arrondi à l'unité impaire supérieure si ce nombre n'est pas entier impair, assorti de conditions de seuils minimaux. Dans les Alpes-Maritimes, le nombre de cantons passe ainsi de 52 à 27. Le canton de Cannes-1 fait partie des 14 nouveaux cantons du département, les 13 autres cantons portant la dénomination d'un ancien canton, mais avec des limites territoriales différentes.

## Composition
Le canton de Cannes-1 comprend :
1. La partie de la commune de Cannes située à l'ouest d'une ligne définie par l'axe des voies et limites suivantes : depuis la limite territoriale de la commune du Cannet, avenue du Général-de-Gaulle, boulevard du Perrier, boulevard Renée-et-Irène-Paillassou, boulevard du Riou, rue du Pont-Saint-Victor, avenue de la Croix-des-Gardes, avenue Jean-de-Noailles, avenue du Docteur-Raymond-Picaud, chemin de la Nadine, ligne de chemin de fer, ligne droite prolongeant la rue Alexandre-Pascal jusqu'au littoral ;
2. La partie de la commune du Cannet située à l'ouest de l'avenue Franklin-Roosevelt, depuis la limite territoriale de la commune de Mougins jusqu'à la limite territoriale de la commune de Cannes.

| Nom                            | Code Insee | Intercommunalité         | Superficie (km2) | Population (dernière pop. légale)                | Densité (hab./km2) | Modifier                                    |
| ------------------------------ | ---------- | ------------------------ | ---------------- | ------------------------------------------------ | ------------------ | ------------------------------------------- |
| Cannes (bureau centralisateur) | 06029      | CA Cannes Pays de Lérins | 19,62            | Fraction : 34 033 (2022) Commune : 74 040 (2022) | 3 774              | modifier les données · modifier les données |
| Le Cannet                      | 06030      | CA Cannes Pays de Lérins | 7,71             | Fraction : 13 634 (2022) Commune : 40 198 (2022) | 5 214              | modifier les données · modifier les données |
| Canton de Cannes-1             | 0607       |                          |                  | 47 667 (2022)                                    |                    | modifier les données                        |

## Démographie
En 2022, le canton comptait 47 667 habitants, en évolution de +2,32 % par rapport à 2016 (Alpes-Maritimes : +2,85 %, France hors Mayotte : +2,11 %).
| 2013   | 2018   | 2022   |
| ------ | ------ | ------ |
| 45 495 | 47 397 | 47 667 |

## Représentation
| Période élective | Période élective | Mandat | Mandat   | Identité     | Nuance | Nuance | Qualité |
| ---------------- | ---------------- | ------ | -------- | ------------ | ------ | ------ | --- |
| 2015             | 2021             | 2015   | 2021     | Joëlle Arini |        | LR     | Adjoint au maire de Cannes Vice-présidente du Département chargée des collèges                                                     |
| 2015             | 2021             | 2015   | 2021     | Frank Chikli |        | LR     | Adjoint au maire de Cannes |
| 2021             | 2028             | 2021   | en cours | Joëlle Arini |        | LR     | Conseillère sortante, 12ème Vice-Présidente du conseil départemental chargée de l'éducation, des collèges et des accès aux savoirs |
| 2021             | 2028             | 2021   | en cours | Frank Chikli |        | LR     | Conseiller sortant |

### Résultats détaillés

#### Élections de mars 2015
À l'issue du 1er tour des élections départementales de 2015, deux binômes sont en ballottage : Catherine Dorten et Ghislain Marsot (FN, 40,26 %) et Joëlle Arini et Frank Chikli (Union de la Droite, 34,51 %). Le taux de participation est de 46,28 % (13 660 votants sur 29 519 inscrits) contre 48,55 % au niveau départementalet 50,17 % au niveau national.
Au second tour, Joëlle Arini et Frank Chikli (Union de la Droite) sont élus avec 56,35 % des suffrages exprimés et un taux de participation de 46,38 % (7 253 voix pour 13 690 votants et 29 519 inscrits).

#### Élections de juin 2021
Le premier tour des élections départementales de 2021 est marqué par un très faible taux de participation (33,26 % au niveau national). Dans le canton de Cannes-1, ce taux de participation est de 29,14 % (8 747 votants sur 30 014 inscrits) contre 34,55 % au niveau départemental. À l'issue de ce premier tour, deux binômes sont en ballottage : Joëlle Arini et Frank Chikli (Union à droite, 50,65 %) et Franck Galbert et Nathalie Pavard (RN, 33,52 %).
Le second tour des élections est marqué une nouvelle fois par une abstention massive équivalente au premier tour. Les taux de participation sont de 34,3 % au niveau national, 37,61 % dans le département et 32,25 % dans le canton de Cannes-1. Joëlle Arini et Frank Chikli (Union à droite) sont élus avec 65,66 % des suffrages exprimés (6 127 voix pour 9 686 votants et 30 036 inscrits),,.